# Tunaläns härad
Tunaläns härad var ett härad i Kalmar län, beläget i den östra delen av Sevede småland. Häradets område utgör numera en del av Oskarshamns och Vimmerby kommuner. Häradets areal var 890,26 kvadratkilometer varav 835,77 land. 1930 fanns här 10 619 invånare. Tingsplats var före 1734 Krokstorp i Misterhults socken, därefter  
Ishult i Kristdala socken. 1936 när domsagan slogs samman med den för Sevede härad blev tingsplatsen Vimmerby.

## Socknar
Tunaläns härad omfattade 3 socknar.
I Oskarshamns kommun
- Kristdala socken
- Misterhults socken

samt:
- Figeholms köping

I Vimmerby kommun
- Tuna socken (före 1885 även delar i Sevede härad)

## Historia
Tunalän var ursprungligen en kronoförläning och inget härad. De äldsta beläggen på namnet härstammar från Karlskrönikan. Det omfattade då större delen av Tuna socken och hela Misterhults socken. Gustav Vasa tillförde 1544 länet den del av Kristdala socken som tidigare tillhörde Sevede härad, och kort därefter även den del som tillhörde Aspelands härad och lät därefter inrätta det till härad.

## Geografi
Tunaläns härads område är beläget i östra Småland i den norra delen av Kalmar län. Häradet var ett så kallat kusthärad mellan Västervik och Oskarshamn. Området kantas mot Kalmarsund i öster av skärgård och består i övrigt till största delen av småbergig skogsbygd med odlade lerslätter. I väster ligger flera sjöar. Tunaläns häradsområde genomskärs i nordväst-sydöstlig sträckning av dalsänkningar. Häradet hade 1933 9 535 hektar åker och 53 276 hektar skogsmark.
Angränsande härader var Sevede härad i väster, Södra Tjusts härad i norr, Stranda härad i söder samt Aspelands härad i sydväst.
Gästgiverier har funnits i Fjelster (Tuna socken), Bankhult (Kristdala), Krokshult (Kristdala), Jemserum (Misterhult) och Figeholm (Misterhult).

### Sätesgårdar
Tuna socken: Tuna gård (säteri), Väderums säteri, Grönlids herrgård, Kulltorps säteri, Syserums säteri, Klemmestorps herrgård och Hökfors herrgård (överförd till Kristdala socken 1972).
Kristdala socken: Hägerums säteri.
Misterhults socken: Fårbo säteri, Misterhults säteri, Virums säteri, Imbramåla herrgård, Lindnäs herrgård, Virbo säteri, Gässhults säteri, Virkvarns säteri och Gersebo herrgård.

## Län, fögderier, tingslag, domsagor och tingsrätter
Häradet hörde till Kalmar län. Församlingarna tillhör(de) Linköpings stift och från 2010 även Växjö stift (Kristdala socken).
Häradets socknar hörde till följande fögderier:
- 1720-1863 Tunaläns, Sevede och Aspelands fögderi
- 1864-1945 Tunaläns och Sevede fögderi
- 1946- Oskarshamns fögderi (Kristdala och Misterhults socknar)
- 1946- Vimmerby fögderi (Tuna socken)

Häradets socknar tillhörde följande tingslag, domsagor och tingsrätter:
- 1680-1935 Tunaläns tingslag i  
  - 1680-1857 Sevede, Tunaläns och Aspelands domsaga
  - 1858-1935 Sevede och Tunaläns domsaga
- 1936-1968 Sevede och Tunaläns domsagas tingslagi Sevede och Tunaläns domsaga
- 1967-1970 Oskarshamns domsagas tingslag i Oskarshamns domsaga för Kristdala och Misterhults socknar
- 1969-1970 Västerviks domsagas tingslag i Västerviks domsaga för Tuna socken

- 1971-2005 Oskarshamns tingsrätt och domsaga för Kristdala och Misterhults socknar
- 1971-2005 Västerviks tingsrätt och domsaga för Tuna socken
- 2005- Kalmar tingsrätt och domsaga